# Gerhard Stamm
Gerhard Stamm (* 7. Juni 1934 in Attendorn; † 24. Juli 2011 in Karlsruhe) war ein deutscher Bibliothekar.

## Leben
Gerhard Stamm wurde am 7. Juni 1934 in Attendorn (Sauerland) geboren. Nach dem 1954 abgelegten Abitur studierte er Deutsch und Latein und wurde 1967 an der Universität Würzburg mit einer Dissertation über den sog. Schwarzwälder Prediger promoviert. Danach entschied er sich für die Bibliothekslaufbahn und absolvierte das Referendariat an der Universitätsbibliothek Freiburg. In der unveröffentlicht gebliebenen Assessorarbeit befasste er sich mit der Geschichte dieser Bibliothek im 19. Jahrhundert.
1969 trat Gerhard Stamm eine Stelle an der Badischen Landesbibliothek in Karlsruhe an, wo er bis zu seiner Pensionierung 1996 verblieb. Hier wirkte er anfangs als Fachreferent, seit 1973 in der Nachfolge von Kurt Hannemann als Leiter der Handschriftenabteilung. Er setzte mit seinen Mitarbeitern die wissenschaftliche Beschreibung der überlieferten mittelalterlichen Handschriften fort. Im Rahmen der Reihe Die Handschriften der Badischen Landesbibliothek entstanden vier neue Kataloge: drei Bände für die Säkularisationsbestände aus den ehemaligen Klöstern St. Peter (1984), Lichtenthal in Baden-Baden (1987) und St. Blasien (1991) sowie ein Band mit den Beschreibungen der sog. kleinen Provenienzen (2000).
In seine Amtszeit fällt die Herausgabe verschiedener Faksimiles, für die er wissenschaftliche Einleitungen verfasste. Über seine Wirkungsstätte hinaus genoss er den Ruf als Experte für Handschriften und Handschriftenkunde sowie für Altbestand insgesamt. Regelmäßig beteiligte er sich an Ausstellungen der Landesbibliothek zu ihren Sondersammlungen; beispielsweise rückte er den in Karlsruhe geborenen Kulturphilosophen Leopold Ziegler wieder ins Licht der Öffentlichkeit.
Gerhard Stamm starb am 24. Juli 2011 in Karlsruhe im Alter von 77 Jahren.

## Veröffentlichungen
- Studien zum „Schwarzwälder Prediger“, München 1969 (Medium aevum 18)
- Predigten des Schwarzwälder Predigers, München 1973 (Kleine deutsche Prosadenkmäler des Mittelalters 12)
- Romantisches Baden-Baden. Baden-Baden und Umgebung in Originalansichten des 19. Jahrhunderts. Eine Ausstellung der Badischen Landesbibliothek vom 5.5.–6.6.1975, Karlsruhe 1975
- Stundenbuch des Markgrafen Christoph I. von Baden. Kommentarband, zus. mit Eberhard König, Karlsruhe 1978
- Leopold Ziegler. 30.4.1881–25.11.1958. Leben und Werk in Dokumenten. Ausstellung vom 24.11.1978–10.1.1979 in der Badischen Landesbibliothek, Karlsruhe 1978
- Karlsruher Tulpenbuch. Eine Handschrift der Badischen Landesbibliothek, Karlsruhe 1984
- Die Miniaturenfolge des Breviculums. Vortrag anläßlich der Eröffnung der Ausstellung „Das Raimundus Lullus-Breviculum, Hs. St. Peter Perg. 92 und Faksimile“ am 20.10.1988 in der Badischen Landesbibliothek Karlsruhe, Karlsruhe 1988
- Markgräflich-badische Büchersammlungen – erhaltene Bestände. In: Buch, Leser, Bibliothek. Festschrift der Badischen Landesbibliothek zum Neubau. Hrsg. von Gerhard Römer. Karlsruhe 1992, S. 127–159
- Die ehemals Baden-Badener Schlossbibliothek in der Badischen Landesbibliothek Karlsruhe (zus. mit Armin Schlechter). In: Librarium 41 (1998), S. 183–191